# WWE SmackDown Tag Team Championship
Het WWE Tag Team Championship is een professioneel worstelkampioenschap dat geproduceerd en eigendom is van de Amerikaanse worstelorganisatie WWE op hun SmackDown brand. Het is een van de drie mannelijke tagteamkampioenschappen onder de drie belangrijkste WWE merken, samen met het Raw Tag Team Championship op Raw en het NXT Tag Team Championship op NXT.

## Geschiedenis
Na de herintroductie van de WWE merkuitbreiding en het daaropvolgende draft op 19 juli 2016, werden de toenmalige WWE Tag Team Champions The New Day verwezen naar Raw, waardoor SmackDown geen tagteamkampioenschap meer had. In de loop van de volgende maand verklaarde Daniel Bryan, algemeen directeur van SmackDown, dat hij de tagteamdivisie wilde opbouwen voordat hij een kampioenschap introduceerde. Onmiddellijk na het evenement SummerSlam in de aflevering van SmackDown Live van 23 augustus 2016, introduceerden Bryan en SmackDown commissaris Shane McMahon het SmackDown Tag Team Championship (de titel van Raw werd later hernoemd). Een toernooi met acht teams werd vervolgens gepland om de inaugurele kampioenen te bepalen, met als hoogtepunt dat de finale bij het evenement Backlash op 11 september 2016 werd gehouden. Het team van Heath Slater en Rhyno wonnen van The Usos (Jimmy & Jey Uso) in de toernooifinale om de inaugurele kampioen te worden. In 2019, bekwam NXT de derde grootste merk in WWE, toen het gelijknamige televisieprogramma verschoven werd naar het USA Network, waarmee het NXT Tag Team Championship de derde grote tag team-titel werd in WWE.

### Inaugurele toernooi
|  | Kwartfinale SmackDown                           | Kwartfinale SmackDown |                |       | Halve finale SmackDown | Halve finale SmackDown |  |  | Finale Backlash | Finale Backlash |
|  |                                                 |                       |                |       |                        |                        |  |  |                 |                 |
|  |                                                 |                       |                |       |                        |                        |  |  |                 |                 |
|  |                                                 |                       |                |       |                        |                        |  |  |                 |                 |
|  |                                                 |                       |                |       |                        |                        |  |  |                 |                 |
|  | American Alpha                                  | Pin                   |                |       |                        |                        |  |  |                 |                 |
|  | American Alpha                                  | Pin                   |                |       |                        |                        |  |  |                 |                 |
|  | Breezango (Fandango & Tyler Breeze)             | 10:13                 |                |       |                        |                        |  |  |                 |                 |
|  | Breezango (Fandango & Tyler Breeze)             | 10:13                 | American Alpha | Pin   |                        |                        |  |  |                 |                 |
|  |                                                 |                       | American Alpha | Pin   |                        |                        |  |  |                 |                 |
|  |                                                 | The Usos              | 00:28          |       |                        |                        |  |  |                 |                 |
|  | The Usos (Jimmy & Jey Uso                       | The Usos              | 00:28          | Pin   |                        |                        |  |  |                 |                 |
|  | The Usos (Jimmy & Jey Uso                       |                       |                | Pin   |                        |                        |  |  |                 |                 |
|  | The Ascension (Konnor & Viktor)                 | 03:49                 |                |       |                        |                        |  |  |                 |                 |
|  | The Ascension (Konnor & Viktor)                 | 03:49                 | The Usos       | 10:02 |                        |                        |  |  |                 |                 |
|  |                                                 |                       | The Usos       | 10:02 |                        |                        |  |  |                 |                 |
|  |                                                 | Heath Slater & Rhyno  | Pin            |       |                        |                        |  |  |                 |                 |
|  | The Hype Bros (Mojo Rawley & Zack Ryder)        | Heath Slater & Rhyno  | Pin            | Pin   |                        |                        |  |  |                 |                 |
|  | The Hype Bros (Mojo Rawley & Zack Ryder)        |                       |                | Pin   |                        |                        |  |  |                 |                 |
|  | The Vaudevillains (Aiden English & Simon Gotch) | 02:50                 |                |       |                        |                        |  |  |                 |                 |
|  | The Vaudevillains (Aiden English & Simon Gotch) | 02:50                 | The Hype Bros  | 07:03 |                        |                        |  |  |                 |                 |
|  |                                                 |                       | The Hype Bros  | 07:03 |                        |                        |  |  |                 |                 |
|  |                                                 | Heath Slater & Rhyno  | Pin            |       |                        |                        |  |  |                 |                 |
|  | The Headbangers (Mosh & Thrasher)               | Heath Slater & Rhyno  | Pin            | 02:54 |                        |                        |  |  |                 |                 |
|  | The Headbangers (Mosh & Thrasher)               |                       |                | 02:54 |                        |                        |  |  |                 |                 |
|  | Heath Slater & Rhyno                            | Pin                   |                |       |                        |                        |  |  |                 |                 |
|  | Heath Slater & Rhyno                            | Pin                   |                |       |                        |                        |  |  |                 |                 |

Bron:

## Huidige kampioenen
| Huidige kampioenen                        | Datum        | Vorige kampioenen                                   | Evenement |
| ----------------------------------------- | ------------ | --------------------------------------------------- | --------- |
| The Wyatt Sicks (Dexter Lumis & Joe Gacy) | 11 juli 2025 | The Street Profits (Angelo Dawkins and Montez Ford) | SmackDown |